# オールド・ニュー・バラッズ・ブルース
『オールド・ニュー・バラッズ・ブルース』（Old New Ballads Blues）は、北アイルランドのギタリスト、ゲイリー・ムーアが2006年に発表したスタジオ・アルバム。

## 解説
1995年よりジェスロ・タルのベーシストとして活動してきたジョナサン・ノイスが、レコーディングに参加した。「ミッドナイト・ブルース(2006)」および「オール・ユア・ラヴ(2006)」は、1990年のアルバム『スティル・ゴット・ザ・ブルーズ』収録曲の再録音である。「ダン・サムバディ・ロング」はエルモア・ジェームスの曲だが、ムーアはオールマン・ブラザーズ・バンドによるカヴァーを元に取り上げており、オーティス・ラッシュのカヴァー「ユー・ノウ・マイ・ラヴ」（作詞・作曲はウィリー・ディクスン）は、前作『パワー・オブ・ザ・ブルーズ』（2004年）でも収録曲の候補に挙がっていた。
Steve Leggettはオールミュージックにおいて5点満点中3点を付け「驚くべきことに、特に優れているのはムーア自身によるオリジナル曲で、"Gonna Rain Today"や"No Reason to Cry"では、ボーカリストとしてもギタリストとしても、力強さと雰囲気を兼ね備えたパフォーマンスを提供している」と評している。

## 収録曲
特記なき楽曲はゲイリー・ムーア作。8.はインストゥルメンタル。
1. ダン・サムバディ・ロング - "Done Somebody Wrong" (Elmore James) – 3:06
2. ユー・ノウ・マイ・ラヴ - "You Know My Love" (Willie Dixon) – 7:17
3. ミッドナイト・ブルース(2006) - "Midnight Blues (2006)" – 5:45
4. エイント・ノーバディ - "Ain't Nobody" – 4:51
5. ゴナ・レイン・トゥデイ - "Gonna Rain Today" – 4:40
6. オール・ユア・ラヴ(2006) - "All Your Love (2006)" (Otis Rush) – 4:29
7. フレッシュ・アンド・ブラッド - "Flesh & Blood" – 4:52
8. カット・イット・アウト - "Cut It Out" – 5:35
9. ノー・リーズン・トゥ・クライ - "No Reason to Cry" – 9:01
10. アイル・プレイ・ザ・ブルース・フォー・ユー - "I'll Play the Blues for You" (Jerry Beech) – 6:03

## 参加ミュージシャン
- ゲイリー・ムーア - ボーカル、ギター
- ドン・エイリー - キーボード
- ジョナサン・ノイス - ベース
- ダーリン・ムーニー - ドラムス

アディショナル・ミュージシャン
- ヴィック・マーティン - キーボード(on #9)
- ピート・リース - ベース(on #9)
- グラハム・ウォーカー - ドラムス(on #9)
- シド・グールド - トランペット(on #2, #3)
- フランク・ミード - アルト・サクソフォーン(on #2, #3)
- ニック・ペントロウ - テナー・サクソフォーン(on #2,#3)
- ニック・ペイン - バリトン・サクソフォーン(on #2, #3)